# Agnès de Bures
Agnès, dite de Bures, est, selon Guillaume de Tyr, la nièce de Guillaume Ier de Bures, prince de Galilée. 
Elle épouse en premières noces Renier Brus, seigneur de Banias, mais le mariage ne donna pas lieu à une postérité.
Veuve, elle se remarie avec Géraud, comte de Sidon (1101 † 1171), et eut Renaud, (1133-1204), comte de Sidon.

## Source
« Ea demum defuncta, praedictus vir inclytus Agnetem duxit, domini Willelmi de Buris neptem; quam postmodum eodem defuncto, Girardus Sidoniensis accepit uxorem: unde natus est Rainaldus, qui nunc eidem Sidoniorum praeest civitati. — Après sa mort, son illustre mari (Reinier Brus) épousa Agnès, nièce du seigneur Guillaume de Bures, et celle-ci, ayant par la suite perdu son mari, épousa en secondes noces Gérard de Sidon ; de ce mariage est né Renaud, qui est maintenant seigneur de la ville de Sidon. », Guillaume de Tyr, Histoire des croisades, livre XIV, chapitre XIX.